# Mária Zakariás
Mária Zakariás (n. 28 decembrie 1952, Budapesta, Republica Populară Ungară) este o caiacistă ce a reprezentat Ungaria, medaliată olimpică. A participat la o ediție a Jocurilor Olimpice (1980) în care a câștigat o medalie de bronz.